# 贝拉新镇
贝拉新镇，是西班牙埃斯特雷马杜拉卡塞雷斯省的一个市镇。总面积130平方公里，总人口1968人（2001年），人口密度15人/平方公里。